# Madara Palameika
Madara Palameika (ur. 18 czerwca 1987 w Talsi) – łotewska lekkoatletka specjalizująca się w rzucie oszczepem.
Finalistka igrzysk olimpijskich w 2016 roku.
Na początku międzynarodowej kariery bez sukcesów startowała w mistrzostwach Europy juniorów (2005) oraz mistrzostwach świata juniorów (2006). W 2007 zdobyła brązowy medal młodzieżowych mistrzostw Europy. Dwa lata później została młodzieżową mistrzynią Europy – 19 lipca w Kownie wynikiem 64,51 ustanowiła rekord Łotwy, a zarazem nowy rekord mistrzostw Europy młodzieżowców. Po tym sukcesie bez powodzenia (odpadła w eliminacjach) uczestniczyła w mistrzostwach świata w Berlinie. Ósma zawodniczka czempionatu Starego Kontynentu z 2010. Medalistka mistrzostw Łotwy.
Rekord życiowy: 66,18 (9 września 2016, Bruksela), rekord Łotwy.

## Osiągnięcia
| Rok  | Impreza                                | Miejsce          | Lokata            | Wynik |
| ---- | -------------------------------------- | ---------------- | ----------------- | ----- |
| 2005 | Mistrzostwa Europy juniorów            | Kowno            | el. – 17. miejsce | 45,43 |
| 2006 | Mistrzostwa świata juniorów            | Pekin            | el. – 16. miejsce | 46,43 |
| 2007 | II liga pucharu Europy                 | Odense           | 3. miejsce        | 51,62 |
| 2007 | Młodzieżowe mistrzostwa Europy         | Debreczyn        | 3. miejsce        | 57,07 |
| 2009 | II liga drużynowych mistrzostw Europy  | Bańska Bystrzyca | 2. miejsce        | 53,93 |
| 2009 | Młodzieżowe mistrzostwa Europy         | Kowno            | 1. miejsce        | 64,51 |
| 2009 | Mistrzostwa świata                     | Berlin           | el. – 27. miejsce | 52,98 |
| 2010 | Mistrzostwa Europy                     | Barcelona        | 8. miejsce        | 60,78 |
| 2011 | II liga drużynowych mistrzostw Europy  | Nowy Sad         | 1. miejsce        | 63,46 |
| 2011 | Mistrzostwa świata                     | Daegu            | 11. miejsce       | 58,08 |
| 2012 | Mistrzostwa Europy                     | Helsinki         | 8. miejsce        | 56,82 |
| 2012 | Igrzyska olimpijskie                   | Londyn           | 8. miejsce        | 60,73 |
| 2013 | III liga drużynowych mistrzostw Europy | Bańska Bystrzyca | 1. miejsce        | 57,07 |
| 2013 | Mistrzostwa świata                     | Moskwa           | el. – 27. miejsce | 53,70 |
| 2014 | Mistrzostwa Europy                     | Zurych           | 4. miejsce        | 62,04 |
| 2015 | I liga drużynowych mistrzostw Europy   | Heraklion        | 2. miejsce        | 58,86 |
| 2015 | Mistrzostwa świata                     | Pekin            | el. – 13. miejsce | 62,17 |
| 2016 | Mistrzostwa Europy                     | Amsterdam        | 7. miejsce        | 60,39 |
| 2016 | Igrzyska olimpijskie                   | Rio de Janeiro   | 10. miejsce       | 60,14 |
| 2017 | Mistrzostwa świata                     | Londyn           | el. – 21. miejsce | 59,54 |
| 2018 | Mistrzostwa Europy                     | Berlin           | 9. miejsce        | 57,98 |
| 2019 | Igrzyska europejskie                   | Mińsk            | 3. miejsce        | 63,22 |
| 2019 | Mistrzostwa świata                     | Doha             | el. – 18. miejsce | 59,95 |
| 2021 | II liga drużynowych mistrzostw Europy  | Stara Zagora     | 2. miejsce        | 55,77 |
| 2021 | Igrzyska olimpijskie                   | Tokio            | 11. miejsce       | 58,70 |
| 2022 | Mistrzostwa świata                     | Eugene           | el. – 13. miejsce | 58,61 |
| 2022 | Mistrzostwa Europy                     | Monachium        | 9. miejsce        | 56,55 |